# Зиберг, Ян Тадеуш
Ян Тадеуш Зиберг (пол. Jan Tadeusz Zyberg; 1739—1806) — государственный деятель Речи Посполитой, подкоморий инфлянтский (1766—1775), воевода инфлянтский (1775—1778) и берестейский (1778—1795).

## Биография
Последний мужской представитель курляндского дворянского рода Зибергов. Сын воеводы инфлянтского Юзафата Зиберга (ум. 1779) и Мадлены фон Боннингхаузен. В 1766 году получил должность подкомория инфлянтского, в 1775 году получил должность воеводы инфлянтского. В 1778 году Ян Тадеуш Зиберг был назначен воеводой берестейским.
Был членом Барской конфедерации (1768—1772). В 1784 году был назначен консуляром (советником) Постоянного Совета. Воевода берестейский Ян Тадеуш Зиберг подписал генеральную конфедерацию Четырехлетнего сейма. В 1792 году стал консуляром от сената в Тарговицкой конфедерации.
В 1792 году Ян Тадеуш Зиберг фигурировал в списке польско-литовских послов (депутатов) и сенаторов российского посланника Якова Булгакова, на которого Россия могла бы рассчитывать при ликвидации новой польской конституции 3 мая 1791 года.
Кавалер орденов Святого Станислава (1776) и Белого орла (1778)

## Семья
Был женат трижды: на графине Марте Юрьевне Броун, на Софье Мошинской и на Луизе фон Клейст. Имел от третьего брака одну дочь Изабеллу-Хелену (1785—1849), в 1803 году вышедшую за графа Михаила Брёле-Плятера (1777—1863).